# 白金汉浸信会教堂
白金汉浸信会教堂（英語：Buckingham Baptist Chapel）是英国布里斯托尔克利夫顿的一座浸会教堂。它建于1842年，由理查德·沙克尔顿·波普设计，是一座哥特复兴建筑，是最早采用这种风格的浸信会教堂之一。白金汉浸信会教堂被列为英国二级登录建筑。